# NGC 6951
NGC 6951 est une galaxie spirale barrée (intermédiaire ?) située dans la constellation de Céphée. Sa vitesse par rapport au fond diffus cosmologique est de 1 266 ± 11 km/s, ce qui correspond à une distance de Hubble de 18,7 ± 1,3 Mpc (∼61 millions d'al). NGC 6951 a été découverte par l'astronome français Jérôme Eugène Coggia en 1877. Cependant, le 15 septembre 1878, l'astronome américain Lewis Swift a redécouvert indépendamment cette même galaxie qui a alors été inscrite au New General Catalogue par John Dreyer sous la désignation NGC 6952.
NGC 6951 a été utilisé par Gérard de Vaucouleurs comme une galaxie de type morphologique SAB(rs)bc dans son atlas des galaxies.
La classe de luminosité de NGC 6951 est II-III et elle présente une large raie HI. Elle est de plus une galaxie active de type Seyfert 2 et une galaxie LINER, c'est-à-dire une galaxie dont le noyau présente un spectre d'émission caractérisé par de larges raies d'atomes faiblement ionisés.
NGC 6951 émet aussi dans l'infrarouge. Sa luminosité dans l'infrarouge lointain (de 40 à 400 µm) est égale à 28,8 × 109 {\displaystyle L_{\odot }} (1010,46{\displaystyle L_{\odot }}) et sa luminosité totale dans l'infrarouge (de 8 à 1 000 µm) est de 28,2 × 109 {\displaystyle L_{\odot }} (1011,57{\displaystyle L_{\odot }}).
À ce jour, 18 mesures non basées sur le décalage vers le rouge (redshift) donnent une distance de 23,072 ± 3,541 Mpc (∼75,3 millions d'al), ce qui est à l'intérieur des valeurs de la distance de Hubble.

## Caractéristiques

### Noyau actif de NGC 6951
NGC 6951 est une galaxie à noyau actif classé de type Seyfert 2, avec une identification de noyau de type LINER. Ce noyau LINER est un noyau très actif ayant une très grande raie d'émission N2 et S2.
Cette activité centrale est expliquée par l'accrétion de gaz autour du trou noir supermassif  niché au centre de NGC 6951. Sa masse est estimée entre 5,9 et 14 millions {\displaystyle M_{\odot }}. Cette estimation a été calculée à partir de la dispersion des vitesses radiales. Le disque d'accrétion en forme de tore, d'un rayon d'environ 50 pc (∼163 al) et entourant le trou noir supermassif serait, lui, principalement constitué de gaz moléculaire,.

### Formation d'étoiles autour du trou noir central de NGC 6951
Une structure de formation d'étoiles a été identifiée grâce à l'émission d'ondes radio de cette structure. Cette structure se situerait dans une région de 5 arcs-secondes. La masse de cette région serait de 300 000 000 de masses solaires. La taille de son demi-grand axe est estimée à environ 560 pc (∼1 830 al). Cette région s'organiserait en forme de petite spirale avec 2 bras d'une longueur de 0,5 arc-seconde ainsi qu'une barre d'étoiles jeunes détectée par le télescope spatial Hubble. Cette structure se compose principalement d'étoiles de type Wolf Rayet, d'étoiles jeunes très chaudes ainsi que des amas de géantes rouges et de supergéantes rouges,,.
Cette région de formation possède une très grande raie HII ainsi qu'une très grande population d'étoiles jeunes, l'âge des étoiles se situerait entre 10 et 100 millions d'années, les gaz qui composent la région centrale ont un âge estimé à environ 4 milliards d'années pour les plus vieux et de 200 à 300 millions d'années pour les plus jeunes, cette intense formation d'étoiles s'est accélérée il y a 800 millions d'années ainsi qu'un pic de formation il y a 400 millions d'années.
Selon les auteurs d'un article publié en 2012, la connaissance de la masse d'un trou noir central et du taux d'accrétion par celui-ci permet d'estimer le taux de formation d'étoiles dans la région centrale des galaxies de type Seyfert. Ce taux pour NGC 6951 serait à l'intérieur et à l'extérieur d'un rayon de 1 kpc respectivement de 0,87 {\displaystyle M_{\odot }}/an  et de 2,0 {\displaystyle M_{\odot }}/an
.

### Morphologie
NGC 6951 s'organise en spirale à deux bras bien dessinés ainsi qu'une barre qui traverse l'entièreté de la galaxie. Cette barre est principalement composée de carbone moléculaire et n'est pas uniforme. Cette dispersion de la barre s'explique par l'interaction avec une autre galaxie. Cette interaction se serait produite il y a environ 1,2 milliard d'années,,.
Dans la  bande K infrarouge, NGC 6951 présente une double barre centrale de 44 secondes d'arc dont l'ellipticité maximale est de 0,22. L'angle de position de celle-ci est de 84°.

## Supernova
Quatre supernovas, et une potentielle 5e (AT 2016ejj), ont été observées dans NGC 6951. Il s'agit de SN 1999el, SN 2000E, SN 2015G et SN 2021sjt.

### SN 1999el
Cette supernova a été découverte le 20 octobre 1999 par L. Cao, Y.L. Qiu, Q.Y. Qiao et J.Y. Hu, depuis l'observatoire astronomique de Pékin (BAO). D'une magnitude apparente de 15,4 au moment de sa découverte, elle était de type IIn.

### SN 2000E
Cette supernova a été découverte le 26 janvier 2000 par les astronomes italiens G. Valentini et al. (Observatoire astronomique des Abruzzes/Observatoire de Rome). D'une magnitude apparente de 14,3 au moment de sa découverte, elle était de type Ia.

### SN 2015G
Cette supernova a été découverte le 23 mars 2015 par l'astronome japonais Kunihiro Shima. D'une magnitude apparente de 15,5 au moment de sa découverte, elle était de type Ibn.

### AT 2016ejj
AT 2016ejj est un phénomène transitoire, probablement une supernova, découvert dans NGC 6951 le 27 juillet 2016 par le relevé astronomique Intermediate Palomar Transient Factory (IPTF) de l'observatoire Palomar. Sa magnitude apparente au moment de sa découverte était de 16,07.

### SN 2021sjt
Cette supernova a été découverte le 7 juillet 2021 par le relevé astronomique Zwicky Transient Facility (ZTF) de l'observatoire Palomar. D'une magnitude apparente de 18,58 au moment de sa découverte, elle était de type IIb.

## Galerie

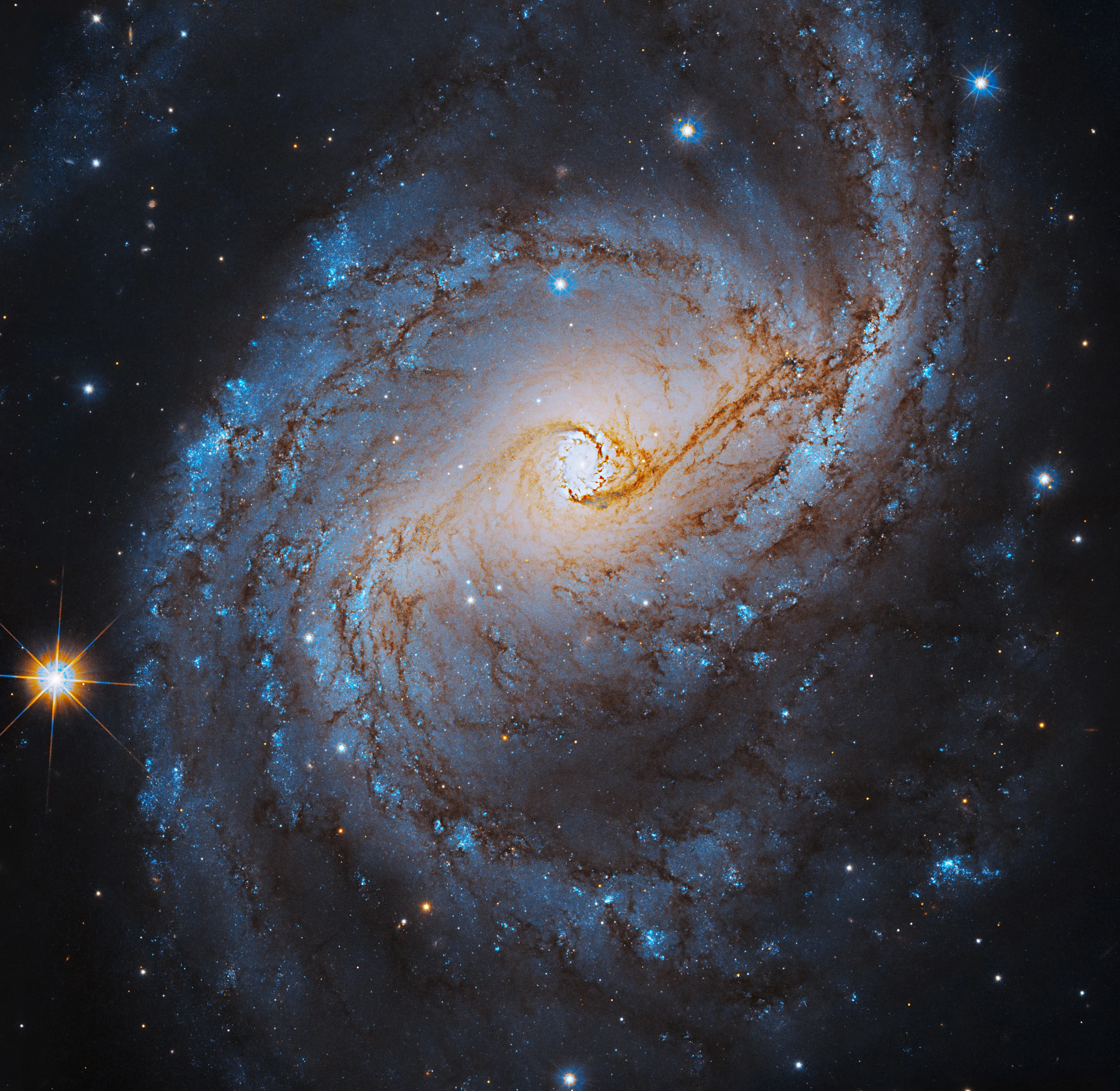
NGC 6951 imagée par le télescope spatial Hubble.
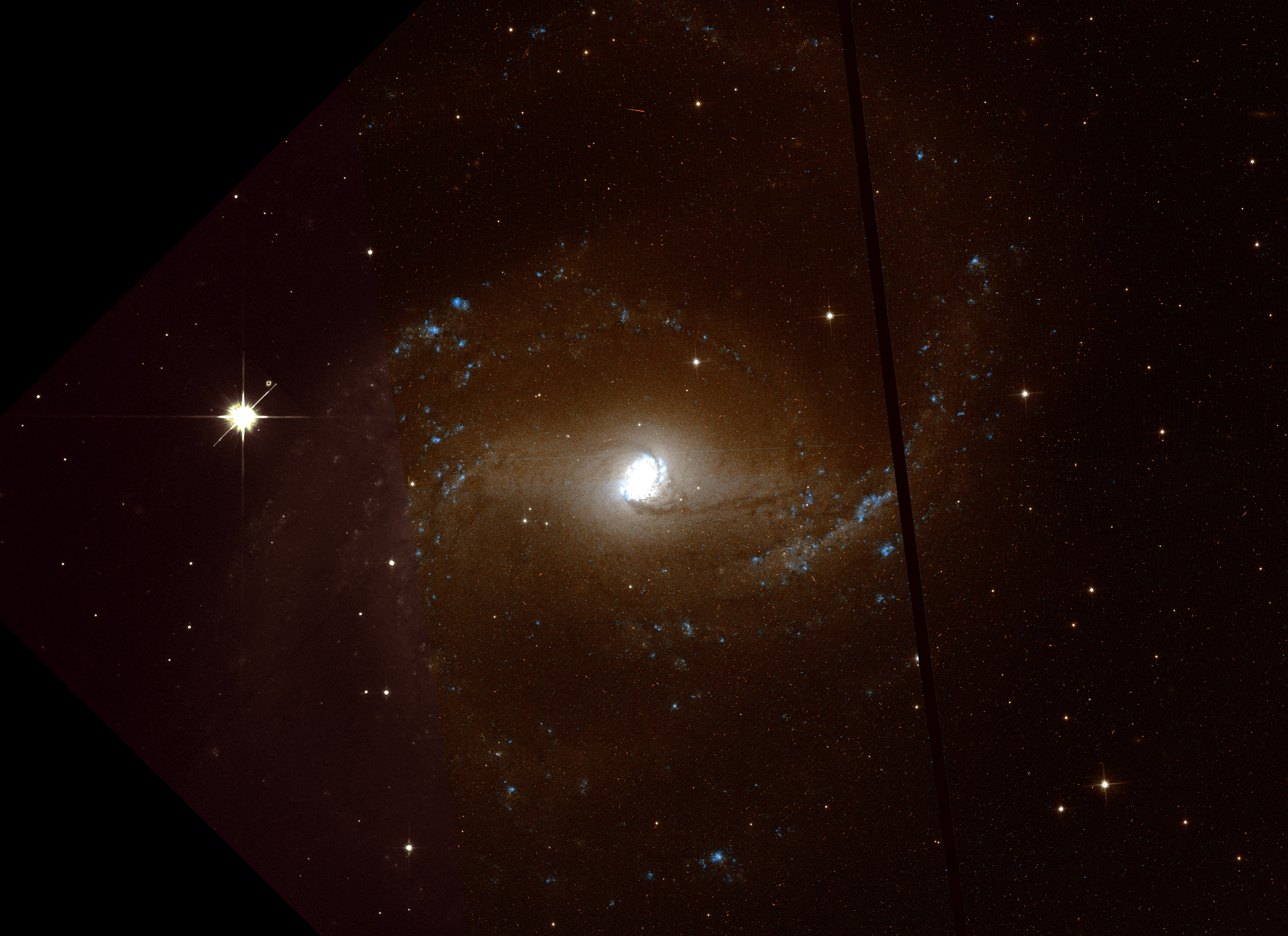
Autre image réalisée par le télescope spatial Hubble.
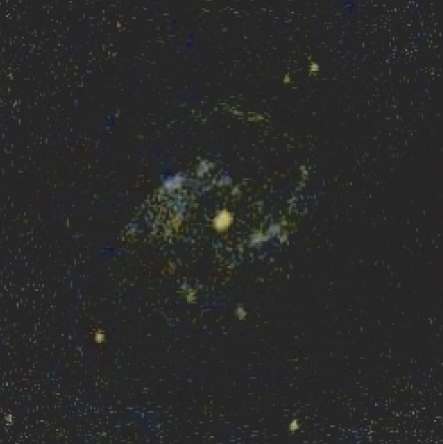
NGC 6951 imagée en ultraviolet par le télescope spatial GALEX.